# 록산 메스키다
록산 메스키다(프랑스어: Roxane Mesquida, 1981년 8월 22일 ~ ) 프랑스 모델.
록산 메스키다는 자신의 아버지를 한 번도 본 적이 없다.

## 배우 경력
록산 메스키다는 11세 때에 어머니와 함께 길을 걷고 있다가 프랑스 감독 마뉘엘 프라달의 눈에 띄었다. 당시 그는 자신의 영화 《천사만의 마리(Marie Baie des Anges)》에 출연할 배우를 한창 찾던 중이었다. 록산은 마누엘 프라달 감독과 만나고나서 그해 여름에 영화 촬영에 들어갔다.
1998년 록산은 브느와 자코 감독의 영화 《육체의 학교(L'École de la Chair)》에서 이자벨 위페르의 상대 역할을 맡았다. 수년 뒤에 록산은 카트린 브레야 감독과 운명적인 만남을 갖게 되었다. 록산은 카트린 브레야와 함께 작업하여 영화 《팻걸(À ma sœur !)》을 시작으로 《섹스 이즈 코미디》, 《미스트리스》에서 같이 작품 활동을 하였다.
2006년 록산은 킴 샤피론의 영화 《쉐이탄》에 출연하였으며, 이후 미국에 가기로 결심하였다. 그녀는 뉴욕에 도착하여 몇 주 동안 머무르다가 앤 해서웨이와 함께 배로우 그룹(The Barrow Group)에 들어갔다.
록산 메스키다는 이후 미스터 와조로 더 알려진 쿠앙탕 두피유 감독의 영화 루버뿐만 아니라, 독립영화제작자인 그렉 아라키의 영화 카붐에도 출연하였다. 그리고 Buck 65의 뮤직비디오 《Paper Airplane》와 그러프 라이즈의 뮤직비디오 《Shark Ridden Waters》 등에도 출연하였다.
2011년 록산은 미국 TV드라마 시리즈인 가십걸에서 루이스 그리말디의 누이 베아트리체 역할을 맡았다.

## 출연
- 세넨툰치: 커스 오브 더 알프스 (2010년) - 세넨툰치 역
- 광란의 타이어 (2010년) - 쉴라 역
- 카붐 (2010년) - 로렐레이 역
- 사탄 (2006년) - 이브 역
- 미스트리스 (2007년) - 에르망갸드 역
- 섹스 이즈 코메디 (2002년) - 여자 배우 역
- 팻 걸 (2001년) - 엘레나 핑고 역